# Télécâble Sat Hebdo
Télécâble Sat Hebdo est un hebdomadaire de presse de télévision français depuis le 12 mai 1990. Il appartient au Bauer Media Group.

## Contenu éditorial
Consacré initialement uniquement à la télévision par câble et satellite, ce périodique s'est enrichi à partir du lancement de Canalsatellite le 14 novembre 1992, de plusieurs rubriques consacrées aux chaînes recevables par une antenne parabolique. Il compte 19 pages de programmes par jour pour 132 chaînes de télévision. Les grilles de programmes sont classées par thèmes : série, fiction, téléfilm, documentaire, sport, information / magazines, divertissement, jeunesse et cinéma. Plusieurs pages sont consacrées aux innovations, sorties vidéo et à l'univers multimédias.
Le magazine compte plus de 1,8 million de lecteurs chaque semaine. Une application myTelecableSat est proposée gratuitement à tous les abonnés comme complément indispensable du magazine papier.

## Histoire
Début 1990 est marqué par l'apparition des chaines câblées et la télévision par satellite qui commence à gagner de plus en plus les foyers, un million d'abonnés reçoivent déjà 43 chaines et n'ont pas de magazine complet qui propose les grilles de programme de toutes les chaines. Dans ce contexte, le nouveau titre TV Cable Hebdo est créé le 12 mai 1990, distribué dans toute la France TV Câble Hebdo le premier magazine de la télévision par câble en France. Le 7 juillet 1990 : un 2e magazine consacré à la télévision par câble est également créé : Télé Câble. Ces magazines s'ouvrent aussi aux programmes des chaînes recevables par antenne parabolique, en plus des chaînes câblées. Le 5 janvier 1995 : les magazines TV Câble Hebdo et  Télé Câble fusionnent. Ils deviennent Télé Câble Hebdo. 
Le 14 octobre 1996, ce périodique français est rebaptisé Télé Câble Satellite Hebdo, puis le 27 mars 2006, le nom change une nouvelle fois pour devenir Télécâble Sat Hebdo. En 2019, des discussions s'ouvrent pour un changement d'actionnaire, le groupe Bauer étant intéressé. Ce groupe allemand possède en France un autre journal, le journal féminin Maxi, et est intéressé pour disposer d'un deuxième titre. D'après Le Figaro,  Télécâble Sat Hebdo, avec 485 000 ventes par numéro en moyenne, a une diffusion bien inférieure à Télé 7 jours qui tourne à 1 million d'exemplaires et à Télé Star qui avoisine les 732 000 ventes par numéro, mais fait pratiquement jeu égal avec Télérama, et dépasse Télé Poche. Surtout, parmi ces titres de presse, il est le seul à ne pas voir ses ventes fléchir , et a une structure de clientèle intéressante, avec deux tiers de ses ventes par abonnement.
Le 17 mai 2019, l'hebdomadaire quitte son siège historique de Saint-Cloud pour s'installer à Suresnes.
Le 2 juillet 2019, Bauer Media Group confirme l'acquisition auprès du Groupe Michel Hommell de la société SETC, éditrice de Télécâble Sat Hebdo.